# 原西川
原西川（日语：／）或希莫尤尔河（俄语：Река Шимоюр），上游称音羽川，与村松川（弯曲河）汇合后始称原西川，是萨哈林州幌筵岛的河，长19公里，流域面积110平方公里，注入鄂霍次克海。

## 引用
1. ↑  М·Г·瓦西科夫斯基. . 列宁格勒: 气象出版社. 1973 （俄语）.
2. ↑  . Verumwiki.   [2024-02-13]. （原始内容存档于2024-02-13） （俄语）.